# (5056) Rahua
(5056) Rahua (1986 RQ5) – planetoida z pasa głównego asteroid okrążająca Słońce w ciągu 4 lat i 106 dni w średniej odległości 2,64 j.a. Została odkryta 9 września 1986 roku.